# Tegeder
Een tegeder of ambts-schulte is een raadsheer die betrokken was bij rechtszaken. Hij werd door de heer geraadpleegd bij het plegen van vonnissen. Als de heer elders resideerde dan werd de autorisatie overgedragen naar de tijdelijke rentmeester.

## Geschiedenis
Het is niet duidelijk of het woord tegeder verband houdt met tiendheer waarvan de Saksenspiegel melding maakt, dergelijke tiendheren komen voor het eerst voor in het Longobardisch Hofrecht, later ook in het Frankische recht. Bekend is dat de tegeder onderdeel was van het Lohnse hofrecht. In het Lohnse Hofrecht was het gebruikelijk dat de schout als rechter met zes anderen werkzaam was. Twee hyen, en vier tegeders. In de loop van de tijd raakt de functie steeds meer op de achtergrond, en verdwijnt aan het einde van de Middeleeuwen zelfs in het geheel.

## Bron
- Vereeniging tot Beoefening van Overijsselsch Regt en Geschiedenisbooks.google.nl
- Codex gelro zutphanicus books.google.nl
- Jaarboeken van het koningrijk der Nederlanden, Deel 1 books.google.nl